# Landtagswahlkreis Rhein-Erft-Kreis II
Der Landtagswahlkreis Rhein-Erft-Kreis II ist ein Landtagswahlkreis im Rhein-Erft-Kreis in Nordrhein-Westfalen. Er umfasst die Städte Frechen und Hürth sowie von der Stadt Kerpen die Stadtbezirke Mödrath/Kerpen-Nord, Blatzheim, Buir, Manheim/Manheim-neu, Sindorf, Horrem, Neu-Bottenbroich/Horrem-Nord-Ost.

## Geschichte
Zur Neueinteilung der Wahlkreise 1980 ordnete man dem Wahlkreis Erftkreis II die Gemeinden Frechen, Hürth und Pulheim zu. 1990 erweiterte man das Gebiet um einen Teil von Bergheim. 2000 wurden die Wahlkreise im Erftkreis komplett neu eingeteilt, Erftkreis II umfasste nunmehr Bergheim und Pulheim. 2005 erfolgte die nächste Neueinteilung, Frechen, Hürth und Kerpen bildeten den neuen Wahlkreis Rhein-Erft-Kreis II, der aber 2010 wieder verändert wurde, indem die Kerpener Stadtteile Balkhausen, Brüggen und Türnich dem Wahlkreis Rhein-Erft-Kreis III zugeordnet wurden. Zur Landtagswahl 2022 wechselte auch der Stadtbezirk Kerpen zum Wahlkreis Rhein-Erft-Kreis III.

## Landtagswahl 2022
| Direktkandidat     | Partei   | Erststimmen in % | Zweitstimmen in % |
| ------------------ | -------- | ---------------- | ----------------- |
| Thomas Okos        | CDU      | 37,9             | 36,1              |
| Daniel Dobbelstein | SPD      | 27,2             | 25,7              |
| Antje Grothus      | GRÜNE    | 18,4             | 18,7              |
| Christian Pohlmann | FDP      | 5,6              | 6,4               |
| Peter Gonska       | AfD      | 4,7              | 4,9               |
| Peter Singer       | LINKE    | 1,9              | 1,9               |
| -                  | Sonstige | 4,2              | 6,6               |

Wahlberechtigt waren 111.899 Einwohner. Neben dem direkt gewählten Abgeordneten Thomas Okos gelang Antje Grothus der Einzug über die Grüne-Landesliste.

## Landtagswahl 2017
| Direktkandidat          | Partei   | Erststimmen in % | Zweitstimmen in % |
| ----------------------- | -------- | ---------------- | ----------------- |
| Brigitte Dmoch-Schweren | SPD      | 34,2             | 31,4              |
| Frank Rock              | CDU      | 44,2             | 33,9              |
| Yunus Kolukısaoğlu      | GRÜNE    | 4,7              | 5,7               |
| Sebastian von Waldow    | FDP      | 9,2              | 12,9              |
| Ioannis Milios          | PIRATEN  | 2,7              | 1,0               |
| Martina Thomas          | LINKE    | 5,0              | 4,3               |
| -                       | AfD      | -                | 7,4 %             |
| -                       | Sonstige | -                | 3,4 %             |

Wahlberechtigt waren 121.879 Einwohner. Der Wahlkreis wird im Landtag durch den direkt gewählten Wahlkreisabgeordneten Frank Rock vertreten, der das Wahlkreismandat nach fünf Jahren für die CDU zurückgewinnen konnte. Die bisherige Abgeordnete Brigitte Dmoch-Schweren schied aus dem Landtag aus, da ihr Listenplatz 47 auf der SPD-Landesliste nicht ausreichte.

## Landtagswahl 2012
| Direktkandidat          | Partei   | Erststimmen in % | Zweitstimmen in % |
| ----------------------- | -------- | ---------------- | ----------------- |
| Rita Klöpper            | CDU      | 32,2             | 25,3              |
| Brigitte Dmoch-Schweren | SPD      | 42,9             | 39,7              |
| Hans Peter Schumacher   | GRÜNE    | 8,9              | 10,8              |
| Jan Peter Schiller      | FDP      | 5,1              | 9,1               |
| Michael Hünseler        | LINKE    | 2,5              | 2,4               |
| Ioannis Milios          | PIRATEN  | 8,4              | 7,9               |
| -                       | Sonstige | -                | 4,9 %             |

Wahlberechtigt waren 120.151 Einwohner.

## Landtagswahl 2010
| Direktkandidat          | Partei   | Erststimmen in % | Zweitstimmen in % |
| ----------------------- | -------- | ---------------- | ----------------- |
| Rita Klöpper            | CDU      | 39,5             | 35,7              |
| Brigitte Dmoch-Schweren | SPD      | 39,3             | 33,7              |
| Rüdiger Warnecke        | GRÜNE    | 9,4              | 11,7              |
| Jan Peter Schiller      | FDP      | 4,9              | 6,7               |
| Zeki Gökhan             | LINKE    | 4,2              | 5,0               |
| Detlev Getzke           | Pro NRW  | 2,4              | 2,3               |
| Adem Akyüz              | BIG      | 0,3              | 0,3               |
| -                       | Sonstige | -                | 4,3               |

Wahlberechtigt waren 118.782 Einwohner.

## Landtagswahl 2005
| Direktkandidat         | Partei | Stimmen in % |
| ---------------------- | ------ | ------------ |
| Rita Klöpper           | CDU    | 44,9         |
| Hardy Fuß              | SPD    | 38,1         |
| Doris Lambertz         | GRÜNE  | 6,1          |
| Stefan Westerschulze   | FDP    | 5,8          |
| Dieter Wilhelm Dedecke | WASG   | 1,9          |
| Eric Leu               | NPD    | 1,1          |
| Fatih Kabakci          | PDS    | 0,9          |
| Michael Metternich     | REP    | 0,6          |
| Marlene Gilsdorf       | ödp    | 0,4          |
| Marita Munz-Erichsen   | BüSo   | 0,3          |

Wahlberechtigt waren 122.335 Einwohner.

## Landtagswahl 2000 (Erftkreis II)
| Direktkandidat                | Partei | Stimmen in % |
| ----------------------------- | ------ | ------------ |
| Annette Breitbach-Schwarzlose | SPD    | 43,9         |
| Jürgen Rüttgers               | CDU    | 36,3         |
| Horst Engel                   | FDP    | 12,8         |
| Axel Nawrath                  | GRÜNE  | 5,4          |
| Horst Finger                  | PDS    | 0,9          |
| Peter Buchhardt               | BüSo   | 0,4          |
| Nikolaus Kiefer               | DMP    | 0,4          |